# Herpetogramma moderatalis
Herpetogramma moderatalis là một loài bướm đêm trong họ Crambidae.